# خوک زگیل‌دار اولیور
خوک زگیل‌دار اولیور (نام علمی: Sus oliveri) نام یک گونه از سرده خوک است.